# 卡齊米日二世 (薩托爾)
卡齊米日二世（波蘭語：Kazimierz II zatorski，約1450年—1490年），薩托爾公爵，瓦茨瓦夫一世的長子，1468年至1490年在位。
1482年，卡齊米日與克爾諾夫公爵米庫拉斯五世的女兒瑪希娜（Machna）結婚。1490年卡齊米日去世，弟弟揚五世成為薩托爾公國唯一統治者。